# Winthemia flavescens
Winthemia flavescens är en tvåvingeart som beskrevs av Robineau-desvoidy 1830. Winthemia flavescens ingår i släktet Winthemia och familjen parasitflugor.
Artens utbredningsområde är Frankrike. Inga underarter finns listade i Catalogue of Life.